# 客技站

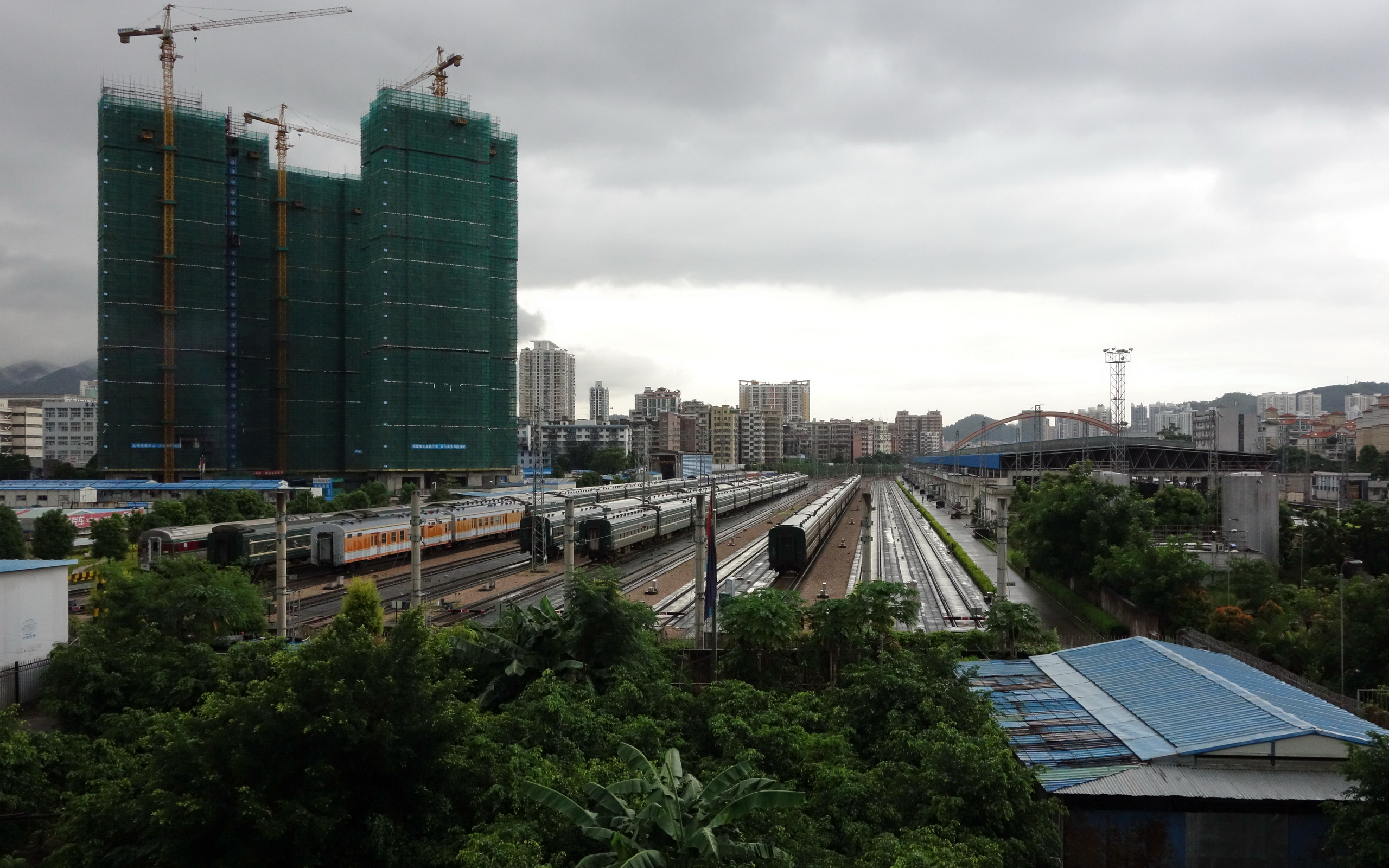
深圳笋岗站附近的笋岗客技站（原深圳北客技站）

客技站全称客车技术整备站，是旅客列车进入始发站前进行技术整备的站场（包括车辆检查，维修水箱，清洗列车车顶上的空调机，查看列车走行裝置，车轮踏面是否有擦伤，軸箱溫度是否正常，前面简称列检，同时查看列车制韌装置是否正常等任务），设置有駐车线供客车存放。客技站一般归车辆段管辖，设置在客车始发站的附近。
列车到达终点站后，车底用调车机车拖进客技站，并进行技术作业后，列車才能正常地出库，作为始发列车。